# Pyrgadíkia
Pyrgadíkia (Pirgadikia) är en ort i Grekland.   Den ligger i prefekturen Chalkidike och regionen Mellersta Makedonien, i den nordöstra delen av landet, 260 km norr om huvudstaden Aten. Pyrgadíkia ligger 37 meter över havet och antalet invånare är 320.
Terrängen runt Pyrgadíkia är kuperad åt nordväst, men åt sydost är den platt. Havet är nära Pyrgadíkia åt sydost.  Närmaste större samhälle är Ágios Nikólaos, 9,7 km söder om Pyrgadíkia. 